# Arte (manga)
Arte (アルテ?, Arute) è un manga seinen scritto e disegnato da Kei Ōkubo, pubblicato in Giappone sulla rivista Monthly Comic Zenon di Tokuma Shoten dal 25 ottobre 2013 al 25 aprile 2025.
L'opera racconta le vicende personali e professionali di Arte, un'immaginaria giovane fiorentina, ispirata alla figura di Artemisia Gentileschi, che in pieno Rinascimento decide di seguire la sua vocazione e diventare una pittrice.

## Trama
Firenze, inizio del XVI secolo. Arte Spalletti è l'unica figlia di una nobile ma decaduta famiglia fiorentina che, fin da bambina, ha dimostrato un amore e una propensione particolari per la pittura. Quando però suo padre, l'unico che l'avesse incentivata ed appoggiata nelle sue passioni, muore improvvisamente, sua madre, anche nel tentativo di risollevare le sorti del casato, impone alla figlia di abbandonare le sue passioni e trovarsi quanto prima un gentiluomo da sposare.
Arte, tuttavia, si rifiuta di rinunciare ai suoi sogni, e sfidando tutte le convenzioni e la morale dell'epoca si mette alla ricerca di un maestro da cui andare a bottega per poter ultimare la sua formazione. I suoi sforzi vengono infine premiati quando incontra Leo, giovane ma molto conosciuto artista che dopo qualche esitazione decide di prenderla come sua apprendista.
Tutto sembra andare per il meglio, se non fosse che ben presto Arte finisce per innamorarsi del suo mentore: una passione che potrebbe compromettere le sue aspirazioni.

## Personaggi
Arte (アルテ?, Arute)
Doppiata da: Mikako Komatsu (ed. giapponese), Emanuela Ionica (ed. italiana)
Unica figlia della famiglia Spalletti, innamorata del disegno fin da piccola, ha potuto coltivare liberamente la sua passione grazie a suo padre, che non ha mancato di fornirle alcuni tra i migliori maestri di Firenze. Morto lui all'improvviso, e non volendosi piegare alla morale del tempo che relega le donne al talamo e alla cura della casa, la ragazza decide di continuare ad inseguire i propri sogni, e lasciata la dimora di famiglia (nonché il suo raffinato stile di vita) si trasferisce a casa del pittore Leo, di cui diventa apprendista.
Leo (レオ?, Reo)
Doppiato da: Katsuyuki Konishi (ed. giapponese), Lorenzo Scattorin (ed. italiana)
Giovane pittore con un'infanzia infelice ed un passato da mendicante, accetta dopo molte titubanze di prendere Arte come sua apprendista, soprattutto perché in lei rivede sé stesso quando aveva deciso di inseguire la propria vocazione a discapito delle sue umili origini. Schivo e di poche parole, ma dal notevole talento, è riuscito negli anni ad entrare nelle buone grazie di alcuni tra i più noti esponenti della nobiltà fiorentina.
Veronica (ヴェロニカ?, Veronika)
Doppiata da: Sayaka Ōhara (ed. giapponese), Chiara Gioncardi (ed. italiana)
Ricca, bellissima e pragmatica cortigiana, è la donna più desiderata di Firenze, con uno stuolo infinito di ammiratori e spasimanti. Prende in simpatia Arte fin dal loro primo incontro, al punto da commissionarle il proprio ritratto, che diventa quindi l'opera d'esordio della giovane pittrice. In seguito, le due diventano buone amiche, tanto che in varie occasioni Veronica farà uso dei propri contatti nella nobiltà di Firenze per agevolare il lavoro di Arte.
Angelo (アンジェロ?, Anjero)
Doppiato da: Junya Enoki (ed. giapponese), Stefano Broccoletti (ed. italiana)
Giovane apprendista pittore, proviene da una famiglia relativamente benestante, ma è stato costretto ad andare a bottega per aiutare il padre, magistrato della Signoria, a mettere da parte i soldi necessari per pagare la dote delle sue cinque sorelle. Dopo essersi innamorato di Arte a prima vista è stato però da questa respinto, ma da allora tra i due perdura comunque una solida amicizia.
Ubertino (ウベルティーノ?, Uberutīno)
Doppiato da: Yōsuke Akimoto (ed. giapponese), Bruno Alessandro (ed. italiana)
Ricco commerciante di lana, con interessi anche nel sistema bancario e nelle sfere di potere di Firenze. Ha conosciuto Leo quando questi era ancora un apprendista, e da allora è solito commissionargli innumerevoli quadri ed altre opere con cui abbellisce la sua lussuosissima villa.
Dacia (ダーチャ?, Dācha)
Doppiata da: Kiyono Yasuno (ed. giapponese), Agnese Marteddu (ed. italiana)
Sarta, figlia di un contadino, lavora con l'ago sin da bambina. In precedenza era gelosa dell'aristocrazia di cui faceva parte Arte, ma è rimasta colpita dal suo duro lavoro e ha imparato da lei a leggere e scrivere.
Juri (ユーリ?, Yūri)
Doppiato da: Kōsuke Toriumi (ed. giapponese), Federico Zanandrea (ed. italiana)
Nobile veneziano e abile mercante, conosce casualmente Arte dopo essersi recato a far visita a Veronica nel corso di una visita a Firenze. Rimasto stregato dal talento e dal carattere deciso di Arte, le propone di recarsi a Venezia per diventare sia la pittrice di famiglia che la precettrice di sua nipote, incarico che la ragazza accetterà anche per allontanarsi dai patimenti d'animo che le vengono dall'essersi innamorata del suo maestro. Sebbene la sua abilità e competenza in materia di affari abbiano fatto la fortuna della sua famiglia, il rapporto con il fratello maggiore Marco è da tempo incrinato.
Caterina (カタリーナ?, Katarīna)
Doppiata da: M.A.O (ed. giapponese), Carolina Gusev (ed. italiana)
Figlia primogenita di Marco e Sofia dei Faliero (ファリエル家?, Farieru-ka), famiglia di nobili mercanti e tra le più antiche di Venezia. Arte viene convocata a Venezia per essere la sua precettrice di etichetta, scoprendo molto presto che la ragazzina è una vera peste, che è riuscita negli anni a far scappare via tutte le insegnanti venute prima di lei. In un secondo momento Arte capisce che la sua intolleranza per l'etichetta è dovuta in larga parte alla mancanza di affetto da parte dei genitori, con un padre che la rifiutava a priori preferendole il fratellino (al punto da averla costretta a trascorrere i suoi primi anni di vita lontano da casa, nella residenza estiva di famiglia nei pressi di Treviso) e una madre succube della volontà del marito. Segretamente appassionata di cucina, è solita sgattaiolare fuori di casa e organizzare fastosi banchetti per gli abitanti meno abbienti della città, il tutto con la silente complicità dello zio Juri e di parte della servitù. All'insaputa del padre è in realtà frutto di una relazione extraconiugale avuta da Sofia con lo stesso Juri.
Sofia (ソフィア?, Sofia)
Doppiata da: Rie Tanaka (ed. giapponese), Ilaria Latini (ed. italiana)
Madre di Caterina.
Dafne (ダフネ?, Dafune)
Doppiata da: Haruka Tomatsu (ed. giapponese), Rossa Caputo (ed. italiana)
Donna al servizio della famiglia dei Faliero.

## Media

### Manga
Il manga è stato serializzato sulla rivista Monthly Comic Zenon dal 25 ottobre 2013 al 25 aprile 2025. I capitoli sono stati raccolti in ventuno tankōbon per conto della Tokuma Shoten, usciti tra il 19 aprile 2014 ed il 20 agosto 2025. In Italia i diritti per la pubblicazione sono stati acquistati da Panini Comics (Planet Manga), che ne ha curato la pubblicazione a partire dal 26 ottobre 2017.
| Nº | Data di prima pubblicazione | Data di prima pubblicazione | Data di prima pubblicazione | Data di prima pubblicazione |
| Nº | Giapponese                  | Giapponese                  | Italiano                    | Italiano                    |
| -- | --------------------------- | --------------------------- | --------------------------- | --------------------------- |
| 1  | 19 aprile 2014              | ISBN 978-4-19-980203-4      | 26 ottobre 2017             | ISBN 978-88-912-6655-2      |
| 2  | 20 novembre 2014            | ISBN 978-4-19-980242-3      | 25 gennaio 2018             | ISBN 978-88-912-6743-6      |
| 3  | 20 giugno 2015              | ISBN 978-4-19-980275-1      | 29 marzo 2018               | ISBN 978-88-912-6744-3      |
| 4  | 20 novembre 2015            | ISBN 978-4-19-980309-3      | 17 maggio 2018              | ISBN 978-88-912-6745-0      |
| 5  | 20 giugno 2016              | ISBN 978-4-19-980348-2      | 19 luglio 2018              | ISBN 978-88-912-6746-7      |
| 6  | 20 gennaio 2017             | ISBN 978-4-19-980391-8      | 20 settembre 2018           | ISBN 978-88-912-6747-4      |
| 7  | 20 luglio 2017              | ISBN 978-4-19-980431-1      | 15 novembre 2018            | ISBN 978-88-912-6748-1      |
| 8  | 20 gennaio 2018             | ISBN 978-4-19-980473-1      | 21 febbraio 2019            | ISBN 978-88-912-8702-1      |
| 9  | 20 luglio 2018              | ISBN 978-4-19-980504-2      | 18 aprile 2019              | ISBN 978-88-912-8774-8      |
| 10 | 19 gennaio 2019             | ISBN 978-4-19-980544-8      | 18 luglio 2019              | ISBN 978-88-912-8910-0      |
| 11 | 20 luglio 2019              | ISBN 978-4-19-980582-0      | 23 gennaio 2020             | ISBN 978-88-912-9218-6      |
| 12 | 20 gennaio 2020             | ISBN 978-4-19-980611-7      | 18 marzo 2021               | ISBN 978-88-912-9865-2      |
| 13 | 20 aprile 2020              | ISBN 978-4-86720-015-5      | 24 giugno 2021              | ISBN 978-88-287-6037-5      |
| 14 | 20 gennaio 2021             | ISBN 978-4-86720-191-6      | 30 settembre 2021           | ISBN 978-88-287-6240-9      |
| 15 | 20 agosto 2021              | ISBN 978-4-86-720256-2      | 17 febbraio 2022            | ISBN 978-88-287-6538-7      |
| 16 | 19 marzo 2022               | ISBN 978-4-86-720315-6      | 27 ottobre 2022             | ISBN 978-88-287-2253-3      |
| 17 | 18 novembre 2022            | ISBN 978-4-86-720441-2      | 15 giugno 2023              | ISBN 978-88-287-4599-0      |
| 18 | 19 agosto 2023              | ISBN 978-4-86-720533-4      | 29 febbraio 2024            | ISBN 978-88-287-7860-8      |
| 19 | 19 aprile 2024              | ISBN 978-4-86-720636-2      | 28 novembre 2024            | ISBN 979-12-21901-30-6      |
| 20 | 19 ottobre 2024             | ISBN 978-4-86-720697-3      | settembre 2025              | ISBN 979-12-21924-95-4      |
| 21 | 20 agosto 2025              | ISBN 978-4-86-720795-6      | —                           | —                           |

### Anime
Il 21 luglio 2019, l'editore Tokuma Shoten ha annunciato la messa in opera di una serie anime dedicata ad Arte, trasmessa dal 4 aprile al 20 giugno 2020. La notizia è stata in seguito confermata dalla stessa Kei Ōkubo. La serie è stata prodotta dallo studio d'animazione Seven Arcs, diretta da Takayuki Hamana, Reiko Yoshida si è occupata della sceneggiatura, Chieko Miyakawa del character design mentre Gorō Itō della colonna sonora. Maaya Sakamoto canta la sigla d'apertura Clover (クローバー?), mentre Kiyono Yasuno quella di chiusura Hare moyō (晴れ模様?). Gli episodi sono stati poi raccolti in tre cofanetti Blu-ray, usciti rispettivamente il 10 giugno, 8 luglio e 5 agosto 2020, di cui l'ultimo assieme ai DVD.
In Italia i diritti della serie sono stati acquistati da Yamato Video che l'ha pubblicata sul proprio canale YouTube in versione sottotitolata in lingua italiana, simultaneamente col Giappone. La realizzazione di un'edizione doppiata in italiano viene resa nota il 23 luglio 2021 da Yamato Video, resa disponibile su Sky On Demand e Now TV dal 23 novembre 2021. Il doppiaggio italiano è stato curato da ASCI Voice and Mind di Roma sotto la direzione di Gualtiero Cannarsi. L'adattamento dei dialoghi dell'edizione italiana è stato effettuato da Gamilax.
| Nº | Titolo italiano Giapponese 「Kanji」 - Rōmaji                                       | In onda        | In onda          |
| Nº | Titolo italiano Giapponese 「Kanji」 - Rōmaji                                       | Giapponese     | Italiano         |
| 1  | Richiesta di apprendistato 「弟子入り志願」 - Deshi iri shigan                      | 4 aprile 2020  | 23 novembre 2021 |
| 2  | Una nuova vita 「新生活」 - Shin seikatsu                                           | 11 aprile 2020 | 23 novembre 2021 |
| 3  | Il primo lavoro 「最初の仕事」 - Saisho no shigoto                                  | 18 aprile 2020 | 23 novembre 2021 |
| 4  | Cortigiana 「コルティジャーナ」 - Korutijāna                                        | 25 aprile 2020 | 23 novembre 2021 |
| 5  | Legame indissolubile 「腐れ縁」 - Kusare'en                                         | 2 maggio 2020  | 23 novembre 2021 |
| 6  | Corporazione 「同業組合」 - Dōgyō kumiai                                            | 9 maggio 2020  | 23 novembre 2021 |
| 7  | Il nobile veneziano 「ヴェネツィアの貴族」 - Venetsia no kizoku                     | 16 maggio 2020 | 23 novembre 2021 |
| 8  | Nuovi orizzonti 「新天地」 - Shintenchi                                             | 23 maggio 2020 | 23 novembre 2021 |
| 9  | Monella 「悪童」 - Akudō                                                            | 30 maggio 2020 | 23 novembre 2021 |
| 10 | La cena di Caterina 「カタリーナの晩餐」 - Katarīna no bansan                       | 6 giugno 2020  | 23 novembre 2021 |
| 11 | La ritrattista di casa Falier 「ファリエル家の肖像画家」 - Farieru-ke no shōzō gaka | 13 giugno 2020 | 23 novembre 2021 |
| 12 | Discepola 「弟子」 - Deshi                                                          | 20 giugno 2020 | 23 novembre 2021 |